# Liste d'élections en 1977
Chronologie des élections
- 1973
- 1974
- 1975
- 1976
- 1977
- 1978
- 1979
- 1980
- 1981

Cette liste recense les élections organisées durant l'année 1977. Elle inclut les élections législatives et présidentielles nationales dans les États souverains, ainsi que les principaux référendums.
L'Espagne connaît en juin ses premières élections démocratiques depuis 1936, marquant la fin de la dictature franquiste. Elles sont remportées par le centre-droit, mené par Adolfo Suárez.
La Première ministre sri-lankaise Sirimavo Bandaranaike et la Première ministre indienne Indira Gandhi, respectivement première et deuxième femmes au monde à avoir été élues cheffes d'un gouvernement national, perdent toutes deux le pouvoir cette année, lorsque leurs partis de centre-gauche obtiennent de très mauvais résultats aux élections législatives de mars (Inde) et de juillet (Sri Lanka). La défaite d'Indira Gandhi en Inde est due notamment à ses dérives autoritaires, qui l'ont rendue très impopulaire, et marque le premier changement de majorité depuis l'indépendance du pays en 1947. Le nouveau Premier ministre Morarji Desai peine toutefois à gérer sa nouvelle majorité parlementaire hétéroclite et divisée. Au Pakistan voisin, la victoire électorale du gouvernement de gauche sortant (mars) n'est pas acceptée par l'opposition ; les manifestations qui s'ensuivent débouchent sur un coup d'État militaire.
Parmi les autres États démocratiques, quatre connaissent une alternance au pouvoir au travers d'élections en 1977. En Israël, la victoire du Likoud (droite) aux élections législatives en mai est tout aussi historique, car c'est la première fois que la gauche n'est plus aux commandes du gouvernement. Menahem Begin, du Likoud, forme un gouvernement de coalition avec d'autres partis de droite. Aux Pays-Bas, les partis du centre-droit forment une coalition à l'issue des élections en mai, et succèdent au gouvernement de centre-gauche sortant. En Irlande, le parti d'opposition Fianna Fáil (centre-droit) remporte confortablement les élections en juin, succédant à un gouvernement de coalition centriste. En Turquie, les résultats fragmentés des élections législatives en juin permettent brièvement à l'opposition de centre-gauche de former un gouvernement, avant que ne s'impose une coalition de partis de droite et d'extrême-droite.  Aux Fidji, l'opposition est prise de court par sa victoire inattendue aux élections législatives en avril, et ne parvient pas à décider à qui confier la direction du gouvernement. De nouvelles élections en septembre restituent la majorité parlementaire au Premier ministre conservateur Kamisese Mara, le perdant des élections d'avril.
Des semblants d'élections ont par ailleurs lieu dans des États non démocratiques, où aucune alternance au pouvoir n'est possible. La dictature militaire meurtrière au Salvador organise ainsi en février une élection présidentielle, dont le résultat favorable est garanti par une fraude massive. En Indonésie (mai) et en Sierra Leone (mai), les partis d'opposition sont tolérés en principe, mais la répression et les actes d'intimidation exercés par les autorités rendent les élections inéquitables. En Afrique du Sud (novembre) les partis d'opposition peuvent faire campagne librement, mais seuls les Blancs peuvent se présenter et voter : c'est la période de l'apartheid. En Rhodésie (août), de manière similaire, la minorité blanche dispose d'une très large majorité des sièges au parlement, et peu de Noirs ont le droit de vote. Ces deux États demeurent au ban de la communauté internationale.
De nombreux États dans les années 1970 sont des régimes à parti unique, où les électeurs sont appelés simplement à approuver les candidats choisis par les autorités, ou bien à départager plusieurs candidats issus du seul parti autorisé. C'est le cas pour les élections de 1977 en Algérie (février), au Soudan (avril), à Madagascar (juin), aux Comores (octobre), et au Zaïre (octobre et décembre), ce dernier sévissant sous la dictature de Mobutu Sese Seko. C'est également le cas dans les États marxistes-léninistes : en Mongolie (juin), en Corée du Nord (novembre), et en Mozambique (décembre).

## Par mois

### Janvier
| Date                               | Pays          | Élections    | Contexte | Résultats |
| ---------------------------------- | ------------- | ------------ | --- | --- |
| 19 décembre 1976 à mi-janvier 1977 | Guinée-Bissau | Législatives | Premières élections après l'indépendance de cette ancienne colonie portugaise. La Guinée-Bissau à cette date est un État à parti unique. L'élection se déroule au suffrage indirect : Les citoyens élisent les conseils régionaux, qui à leur tour élisent l'Assemblée nationale populaire. Le droit de vote s'acquiert à l'âge de 15 ans. Le parti présente une liste unique de candidats aux citoyens, qui sont appelés à voter pour ou contre cette liste. | La liste présentée par le Parti africain pour l'indépendance (marxiste-léniniste) recueille 80,0 % de suffrages favorables, bien que dans certaines régions des candidats non autorisés aient obtenu des suffrages. Les conseils régionaux élisent une assemblée nationale où le parti détient tous les sièges. L'Assemblée confirme Luís Cabral à la présidence de la République ; Francisco Mendes demeure Premier ministre. |

### Février
| Date       | Pays     | Élections      | Contexte | Résultats |
| ---------- | -------- | -------------- | --- | --- |
| 15 février | Danemark | Législatives   | | Parlement sans majorité. Le parti Social-démocratie (centre-gauche) conserve la majorité relative des sièges. Anker Jørgensen (social-démocrate) demeure Premier ministre, formant une coalition avec le parti Venstre (centre-droit). |
| 20 février | Salvador | Présidentielle | Le Salvador à cette date est une dictature militaire. L'élection est entachée de fraudes massives de la part du gouvernement. | Carlos Humberto Romero (Parti de la conciliation nationale : droite, parti de la junte) est déclaré élu avec 67,3 % des voix, contre son unique adversaire Ernesto Claramount (Union nationale d'opposition). Le 28 février, les forces de l'ordre tirent sur une foule de manifestants qui protestent contre cette fraude, massacrant des centaines de manifestants et de passants. Le gouvernement Romero déclare l'état de siège, et les escadrons de la mort du régime sont intégrés à l'armée, assassinant des centaines de syndicalistes et de militants de gauche. En octobre 1979, un coup d'État interne à la junte renverse Romero ; le nouveau gouvernement accentue le régime de répression et de terreur. |
| 25 février | Algérie  | Législatives   | Premières élections législatives depuis 1964. Elles font suite à l'adoption d'une nouvelle constitution qui instaure formellement un État à parti unique. Le parti présente trois candidats par siège à pourvoir, les citoyens étant invités à les départager. Aucune candidature d'opposition n'est possible. | Le Front de libération nationale (nationaliste, socialiste) remporte automatiquement tous les sièges. Mohamed Abdelghani est nommé Premier ministre lorsque cette fonction est rétablie en 1979. |

### Mars
| Date          | Pays     | Élections    | Contexte | Résultats |
| ------------- | -------- | ------------ | --- | --- |
| 7 mars        | Pakistan | Législatives | | Le Parti du peuple (gauche) conserve la majorité absolue des sièges, et Zulfikar Ali Bhutto demeure Premier ministre. L'Alliance nationale (droite populiste), principal mouvement d'opposition, ne reconnaît pas les résultats, et parvient à provoquer d'importantes manifestations populaires. Le 5 juillet, le général Muhammad Zia-ul-Haq prend le pouvoir par un coup d'État, instituant une dictature militaire qui fait exécuter le Premier ministre déchu. |
| 16 au 20 mars | Inde     | Législatives | Le pays vit sous un régime d'état d'urgence depuis deux ans, institué par la Première ministre Indira Gandhi en raison des troubles générés par son impopularité. Les libertés publiques sont suspendues. | Alternance. Le parti Congrès national indien (socialiste, laïc, progressiste), qui gouverne le pays depuis l'indépendance en 1947, perd le pouvoir pour la première fois, perdant plus de la moitié de ses sièges. Le Parti populaire (hétéroclite) remporte la majorité absolue des sièges. Morarji Desai (Parti populaire) devient Premier ministre. |

### Avril
| Date               | Pays     | Élections      | Contexte | Résultats |
| ------------------ | -------- | -------------- | --- | --- |
| 19 mars au 2 avril | Fidji    | Législatives   | | Parlement sans majorité. Le Parti de la fédération nationale (qui représente les intérêts des communautés rurales indo-fidjiennes), principal parti d'opposition, remporte exactement la moitié des sièges, devançant de peu le Parti de l'Alliance (conservateur, principalement autochtone) jusque-là au pouvoir. Le PFN a la possibilité de former un gouvernement avec l'appui d'un député sans étiquette, mais ne parvient pas à s'accorder sur le nom d'un Premier ministre. Le Gouverneur général Ratu George Cakobau prend alors la décision controversée de reconduire Ratu Sir Kamisese Mara (Parti de l'Alliance) à la direction d'un gouvernement minoritaire. Le gouvernement Mara, n'ayant pas de majorité pour gouverner, est démis par une motion de censure au Parlement en juin, entraînant la tenue de nouvelles élections en septembre. |
| 4 et 5 avril       | Gambie   | Législatives   | La Gambie est l'une des rares démocraties en Afrique subsaharienne à cette date.                                                                           | Le Parti progressiste populaire (centre-gauche) conserve la majorité absolue des sièges, les autres revenant à des partis d'opposition. |
| 17 avril           | Belgique | Législatives   | | Parlement sans majorité. Le Parti populaire chrétien (CVP : centre-droit, néerlandophone) conserve la majorité relative dans les deux chambres, avec environ un quart des sièges dans chaque. Léo Tindemans (CVP) demeure Premier ministre, conservant son gouvernement de coalition avec le Parti social-chrétien (centriste, francophone), et l'élargissant à quatre autres partis (socialistes, sociaux-libéraux, et nationalistes flamands). |
| 10 au 20 avril     | Soudan   | Présidentielle | Le Soudan à cette date est un État à parti unique. Les citoyens sont appelés à voter pour ou contre la réélection du président sortant, l'unique candidat. | Gaafar Nimeiry (Union socialiste : socialisme arabe, autoritaire) est réélu avec 99,1 % de suffrages favorables. |

### Mai
| Date   | Pays                                       | Élections      | Contexte | Résultats |
| ------ | ------------------------------------------ | -------------- | --- | --- |
| 2 mai  | Indonésie                                  | Législatives   | C'est la période du « Nouvel ordre » : le régime autoritaire et farouchement anticommuniste du président Soeharto. Les partis d'opposition ne sont pas autorisés à faire campagne librement. | Le mouvement Golkar, représentant le régime, l'armée et l'idéologie pancasila, conserve une large majorité des sièges. |
| 6 mai  | Sierra Leone                               | Législatives   | L'état d'urgence prévaut à la suite de manifestations étudiantes nationales contre le gouvernement, réprimées par les forces de sécurité spéciales du président Siaka Stevens. Les élections sont entachées de corruption, ainsi que d'actes d'intimidation à l'encontre de l'opposition. | Le parti Congrès de tout le peuple (gauche) conserve la majorité absolue des sièges. Christian Kamara-Taylor demeure Premier ministre. L'année suivante, le pays devient officiellement un État à parti unique. |
| 8 mai  | Territoire français des Afars et des Issas | Législatives   | Élection d'une assemblée constituante. Le pays à cette date est un territoire d'outre-mer de la République française, partiellement autonome. Un référendum d'indépendance a lieu le même jour. | Le Rassemblement populaire pour l'indépendance remporte tous les sièges à l'assemblée. Abdallah Mohamed Kamil demeure chef du gouvernement. |
| 8 mai  | Territoire français des Afars et des Issas | Référendum     | Référendum d'indépendance. | L'indépendance est le choix de 99,8 % des votants. Le pays devient indépendant, avec le nom de République de Djibouti, le 27 juin. |
| 17 mai | Israël                                     | Législatives   | | Parlement sans majorité. Alternance. Le Likoud (droite) obtient la majorité relative avec un peu plus d'un tiers des sièges. Menahem Begin (Likoud) devient Premier ministre, formant un gouvernement de coalition avec le Parti national religieux (droite, nationalisme religieux), l'Agoudat Israel (droite religieuse orthodoxe) et le Mouvement démocratique pour le changement (centriste, libéral). L'arrivée au pouvoir de la droite est qualifiée de « révolution », car elle met fin à trois décennies de gouvernements de coalition menés par la gauche. |
| 18 mai | Sud-Ouest africain                         | Référendum     | Dans ce territoire sous souveraineté sud-africaine, où s'applique la politique de l'apartheid, la population blanche est invitée à voter pour ou contre une proposition de constitution qui octroierait l'autonomie au pays. Cette constitution conférerait des droits politiques limités à la majorité noire de la population, et maintiendrait un gouvernement aux mains de la minorité blanche. Le référendum est jugé irrecevable par l'Organisation des Nations unies. | Les citoyens blancs votent à 94,7 % en faveur de la constitution proposée. En raison de pressions internationales, elle n'est toutefois jamais appliquée. |
| 25 mai | Pays-Bas                                   | Législatives   | | Parlement sans majorité. Alternance. Le Parti travailliste (centre-gauche), au pouvoir, conserve la majorité relative avec un peu plus d'un tiers des sièges, mais après plus de deux-cents jours de négociations l'Appel chrétien-démocrate (centre-droit) et le Parti populaire libéral et démocrate (centre-droit) parviennent à former un gouvernement de coalition. Dries van Agt (Appel chrétien-démocrate) devient Premier ministre. |
| 30 mai | Bangladesh                                 | Présidentielle | Le président autoritaire Sheikh Mujibur Rahman a été assassiné en août 1975. L'armée prend le pouvoir mais se déchire en factions opposées avant que le major-général Ziaur Rahman ne prenne la tête du pays en avril 1977. Cette élection est un plébiscite : les citoyens sont appelés à voter pour ou contre son maintien au pouvoir. | Ziaur Rahman est élu président de la République avec 98,9 % de suffrages favorables. Il restaure les institutions démocratiques et convoque une élection présidentielle multipartite en juin 1978. |

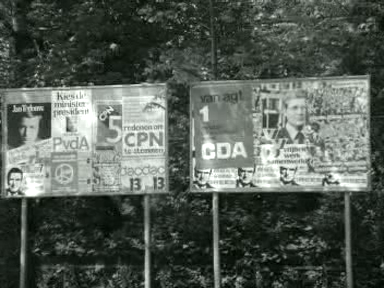
Affiches de campagne pour les élections de mai 1977 aux Pays-Bas.

### Juin
| Date    | Pays       | Élections    | Contexte | Résultats |
| ------- | ---------- | ------------ | --- | --- |
| 3 juin  | Maroc      | Législatives | Les deux-tiers des députés sont élus par les citoyens au suffrage direct ; le tiers restant sont élus par des conseillers communaux et par des collèges socio-professionnels (agriculteurs, artisans...). | La majorité absolue des sièges reviennent à des candidats sans étiquette. Le parti de l'Istiqlal devient le premier parti à l'assemblée, détenant près d'un cinquième des sièges. Ahmed Osman demeure Premier ministre. En 1978 il fonde le Rassemblement national des indépendants, parti politique rassemblant des députés sans étiquette de centre-droit qui constituent sa majorité parlementaire. |
| 5 juin  | Turquie    | Législatives | | Parlement sans majorité. Le Parti républicain du peuple (CHP : centre-gauche), principal parti d'opposition, conserve la majorité relative des sièges. Bülent Ecevit (CHP) devient brièvement Premier ministre, formant un gouvernement minoritaire qui ne dure qu'un mois. L'ancien Premier ministre Süleyman Demirel (Parti de la justice : centre-droit conservateur et libéral) retrouve ensuite le pouvoir, parvenant à forger un gouvernement de coalition de partis de droite, avec le Parti du salut national (droite islamiste) et le Parti d'action nationaliste (extrême-droite ultranationaliste et populiste). Le pays est instable ; des conflits violents font rage entre des groupes armés d'extrême-gauche et d'extrême-droite, qui commettent une succession d'actes terroristes. En décembre 1978, le Parti d'action nationaliste orchestre le massacre de Maraş : la tuerie de centaines de familles alévies. En septembre 1980, l'armée prend le pouvoir. |
| 15 juin | Espagne    | Législatives | Premières élections depuis 1936 ; elles font suite à la fin de la dictature franquiste. | Parlement sans majorité. L'Union du centre démocratique (centre-droit chrétien-démocrate et libéral) obtient la majorité relative des sièges dans les deux chambres. Adolfo Suárez (UCD), jusque-là Premier ministre par intérim, demeure à la tête d'un gouvernement minoritaire. |
| 16 juin | Irlande    | Législatives | | Alternance. Le parti Fianna Fáil (centre-droit) remporte la majorité absolue des sièges. Jack Lynch devient Premier ministre. |
| 19 juin | Mongolie   | Législatives | La Mongolie à cette date est un État à parti unique. Seules les organisations de masse liées au parti peuvent présenter des candidats. Un seul candidat est présenté par siège à pourvoir. | Tous les candidats sont déclarés élus. Le Parti révolutionnaire du peuple (marxiste-léniniste) conserve la très large majorité des sièges, les autres revenant à des députés sans étiquette proches du parti. Jambyn Batmonkh demeure Premier ministre. |
| 30 juin | Madagascar | Législatives | Madagascar à cette date est un État à coalition unique. Les quatre partis autorisés sont membres du Front national de défense de la Révolution, seul autorisé à présenter des candidats. Le Front présente une liste unique de candidats, dans laquelle les sièges sont répartis par avance entre les différents partis. Les citoyens sont appelés à voter pour ou contre cette liste. | La liste est approuvée par 92,0 % des votants, et les candidats sont donc élus. L'Association pour la renaissance de Madagascar (AREMA : socialiste) obtient une majorité écrasante des sièges, les quelques autres revenant aux trois autres partis autorisés, dont notamment le Parti du congrès de l'indépendance (communiste). Justin Rakotoniaina (AREMA) demeure Premier ministre jusqu'au 31 juillet, puis le général Désiré Rakotoarijaona lui succède. |

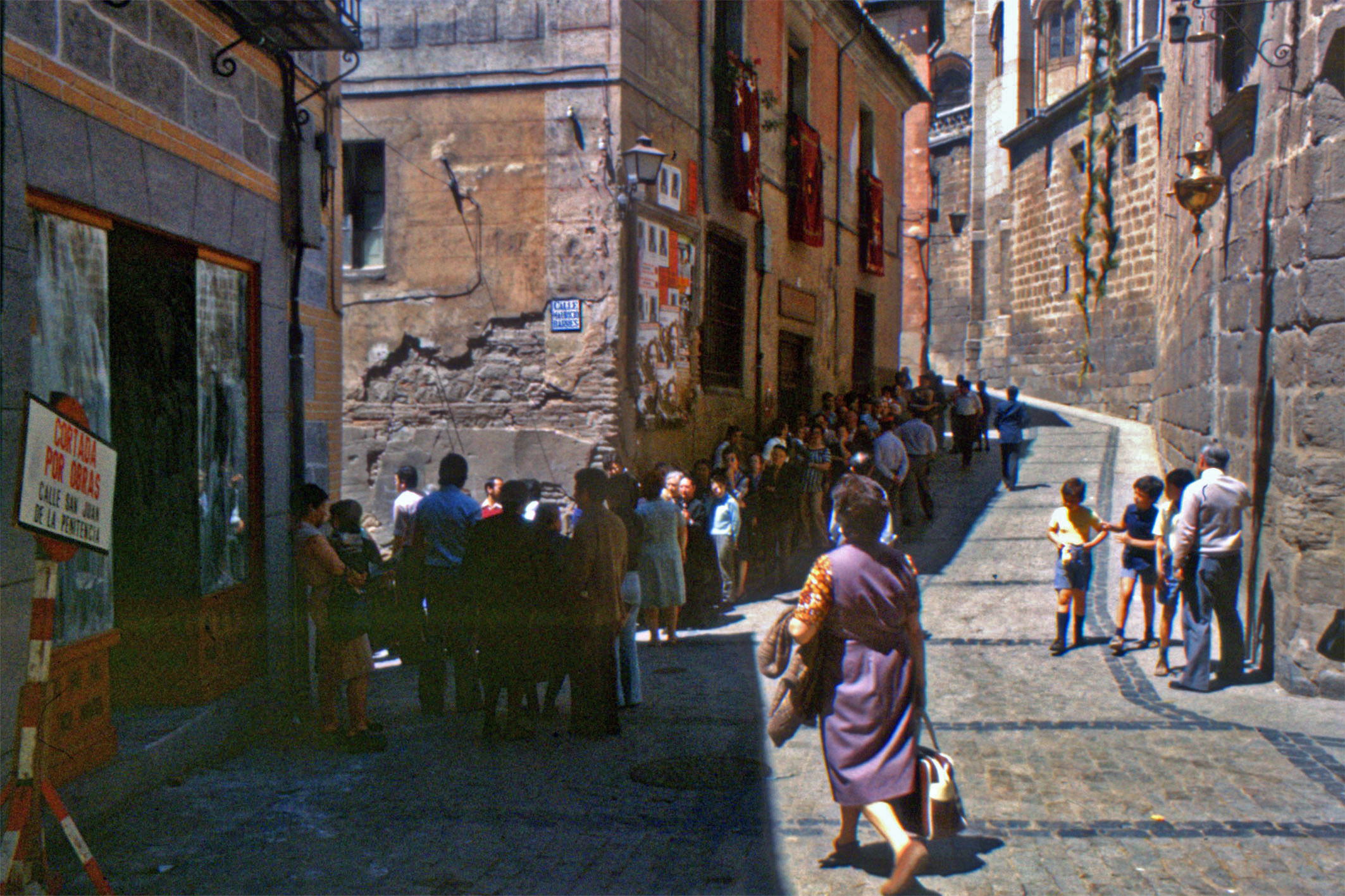
Citoyens faisant la queue devant un bureau électoral en Espagne le 15 juin 1977.

### Juillet
| Date                 | Pays                      | Élections    | Contexte                                                                                         | Résultats |
| -------------------- | ------------------------- | ------------ | ------------------------------------------------------------------------------------------------ | --- |
| 18 juin au 9 juillet | Papouasie-Nouvelle-Guinée | Législatives | Premières élections après l'indépendance du pays, ancienne colonie australienne, en 1975.        | Parlement sans majorité. Le Pangu Pati, au pouvoir, obtient la majorité relative des sièges. Sir Michael Somare (Pangu Pati) demeure Premier ministre, conservant son gouvernement de coalition avec le Parti progressiste populaire. |
| 19 juillet           | Bahamas                   | Législatives | Premières élections après l'indépendance du pays en 1973, les précédentes ayant eu lieu en 1972. | Le Parti libéral progressiste (centre-gauche social-libéral) conserve la majorité absolue des sièges. Lynden Pindling demeure Premier ministre. |
| 21 juillet           | Sri Lanka                 | Législatives |                                                                                                  | Alternance. Le Parti national uni (conservateur, libéral en économie) remporte une majorité écrasante des sièges. Junius Jayewardene devient Premier ministre. Le Parti de la liberté (centre-gauche, nationalisme ethnique cingalais, bouddhiste), de la Première ministre sortante Sirimavo Bandaranaike, perd presque tous ses sièges. Le Front de libération tamoul unifié (nationalisme ethnique tamoul) devient le principal parti d'opposition parlementaire. |

### Août
| Date          | Pays           | Élections    | Contexte | Résultats |
| ------------- | -------------- | ------------ | --- | --- |
| 22 au 24 août | Bophuthatswana | Législatives | Le Bophuthatswana est un bantoustan, un territoire noir autonome établi par le régime de l'apartheid en Afrique du Sud. Seuls la moitié des membres de l'Assemblée sont élus, les autres étant des chefs nommés. | Le Parti démocrate remporte la quasi-totalité des sièges. Lucas Mangope (Parti démocrate) demeure Premier ministre. Le pays devient officiellement indépendant le 5 décembre, privant ainsi ses habitants de la nationalité sud-africaine. Cette indépendance n'est pas reconnue par la communauté internationale. |
| 27 août       | Tuvalu         | Législatives | Ces élections visent à instituer le gouvernement qui mènera cette colonie britannique à l'indépendance. Il n'existe pas de partis politiques. | Tous les députés sont élus sans étiquette. Ils élisent Toaripi Lauti à la fonction de ministre-en-chef. Celui-ci devient Premier ministre lorsque le pays accède à l'indépendance le 1er octobre 1978. |
| 31 août       | Rhodésie       | Législatives | L'élection se déroule au suffrage censitaire, et sur listes électorales ethniques. La majorité noire de la population élit huit députés, tandis que la minorité blanche et les autres minorités élisent ensemble cinquante députés. Enfin, huit membres de l'Assemblée sont choisis par des collèges électoraux de chefs tribaux (noirs). Le pays est en guerre civile, et l'État rhodésien n'est pas reconnu par la communauté internationale, en raison de sa marginalisation de la population noire. | Le Front rhodésien (droite, favorable au maintien d'un gouvernement blanc, mais disposé à négocier avec les rebelles nationalistes noirs) conserve la totalité des sièges élus par les minorités blanche et autres, avec 85,4 % des suffrages. Le Parti de l'action, qui s'oppose à toute négociation avec les nationalistes noirs, obtient 9,3 % des voix mais aucun siège. Les députés noirs sont tous élus sans étiquette. Ian Smith (Front rhodésien), au pouvoir depuis 1964, demeure Premier ministre. En mars 1978, le gouvernement Smith signe un accord avec des dirigeants nationalistes noirs, qui aboutit à la tenue d'élections en 1979, accordant à la majorité noire une majorité absolue des sièges. |
| août          | îles Marshall  | Référendum   | Les habitants de ce territoire micronésien sous souveraineté américaine sont invités à se prononcer pour ou contre leur séparation du reste du Territoire sous tutelle des îles du Pacifique, afin de négocier un avenir autonome et distinct. | L'option de la séparation est approuvée par 63,0 % des votants. Les îles Marshall obtiennent l'autonomie en 1979, puis finalement leur indépendance vis-à-vis des États-Unis en 1986. |

### Septembre
| Date               | Pays    | Élections    | Contexte                                                                                 | Résultats |
| ------------------ | ------- | ------------ | ---------------------------------------------------------------------------------------- | --- |
| 11 et 12 septembre | Norvège | Législatives |                                                                                          | Parlement sans majorité. Le Parti travailliste (centre-gauche) conserve la majorité relative des sièges, manquant de peu la majorité absolue. Odvar Nordli (travailliste) demeure Premier ministre, menant un gouvernement minoritaire. |
| 17 au 24 septembre | Fidji   | Législatives | Élections anticipées, le scrutin du mois d'avril n'ayant pas produit de majorité claire. | Le Parti de l'Alliance (conservateur, principalement autochtone) remporte une majorité absolue des sièges. Ratu Sir Kamisese Mara (Parti de l'Alliance) demeure Premier ministre.                                                       |

### Octobre
| Date             | Pays    | Élections      | Contexte | Résultats |
| ---------------- | ------- | -------------- | --- | --- |
| 15 et 16 octobre | Zaïre   | Législatives   | Le Zaïre à cette date est un État à parti unique. Le parti présente environ huit fois plus de candidats qu'il n'y a de sièges à pourvoir, et invite les citoyens à les départager. | Le Mouvement populaire de la Révolution, parti du pouvoir personnel du président Mobutu Sese Seko, conserve automatiquement tous les sièges, malgré 1,8 % de bulletins blancs ou nuls. Mpinga Kasenda demeure Premier ministre. Un certain nombre d'élus se montrent toutefois critiques envers le gouvernement, questionnant les ministres, dénonçant la corruption de l'État et appelant à plus de démocratie. Treize députés sont temporairement emprisonnés pour avoir exprimé de telles critiques. Une élection présidentielle a lieu en décembre. |
| 23 octobre       | Panama  | Référendum     | Les citoyens sont invités à s'exprimer pour ou contre les traités Torrijos-Carter, qui visent à restituer au pays le contrôle du canal de Panama, sous contrôle américain depuis 1903. Les États-Unis rendraient le canal aux Panaméens le 31 décembre 1999. | Les traités sont approuvés par 67,4 % des votants. |
| 28 octobre       | Comores | Présidentielle | Première élection après l'indépendance du pays en 1975. Les Comores à cette date sont une dictature. Ali Soilih a pris le pouvoir avec l'appui de mercenaires en janvier 1976, et a instauré un régime « révolutionnaire » d'inspiration maoïste. Une police politique composée principalement d'adolescents sème la terreur dans les villages jugés opposés au régime. Le scrutin est un plébiscite : les citoyens sont appelés à approuver le maintien au pouvoir du président en exercice, seul candidat. Remarque : Cette élection est le plus souvent référencée comme référendum (plébiscite présidentiel) | Le président Ali Soilih est élu avec 56,6 % de suffrages favorables. Il est toutefois renversé et assassiné lors d'un coup d'État en mai 1978 : l'ancien président Ahmed Abdallah reprend le pouvoir avec l'appui de mercenaires. |

### Novembre
| Date        | Pays               | Élections    | Contexte | Résultats |
| ----------- | ------------------ | ------------ | --- | --- |
| 12 novembre | Nauru              | Législatives | | Le Parti de Nauru, qui rassemble les membres de la majorité sortante, obtient la moitié des sièges. Bernard Dowiyogo (Parti de Nauru) demeure président de la République grâce à l'appui d'un député sans étiquette, qui lui confère la majorité absolue. |
| 11 novembre | Corée du Nord      | Législatives | Les trois partis autorisés sont membres du Front démocratique pour la réunification de la patrie, seul autorisé à présenter des candidats, et dominé par le Parti du travail de Corée (marxiste-léniniste). Les citoyens sont appelés à approuver les candidats présentés par le Front. Voter est obligatoire.                                                                 | Les autorités annoncent un taux de participation de 100 %, et 100 % de suffrages favorables aux candidats proposés. Officiellement le Parti du travail dispose de moins d'un quart des sièges, les autres revenant au Parti social-démocrate, au Parti Chondogyo-Chong-u (cheondoïste) et à des élus sans étiquette approuvés par le Front. En pratique, le Parti du travail exerce une dominance totale sur le pouvoir. Li Jong-ok (Parti du travail) devient Premier ministre. |
| 20 novembre | Grèce              | Législatives | | Le parti Nouvelle Démocratie (centre-droit) conserve la majorité absolue des sièges. Konstantínos Karamanlís demeure Premier ministre. |
| 27 novembre | Haute-Volta        | Référendum   | À la suite du coup d'État militaire de 1966 qui a renversé la dictature corrompue de Maurice Yaméogo, les autorités militaires proposent à la population une nouvelle constitution qui rétablirait les institutions d'une démocratie multipartite. | La constitution est approuvée par 98,7 % des votants. Des élections législatives et présidentielle ont lieu en avril et mai 1978. |
| 29 novembre | Nouvelles-Hébrides | Législatives | Le pays à cette date est un condominium franco-britannique. Ces élections dotent la colonie d'une assemblée législative élue au suffrage universel, et d'une autonomie politique. Le Parti national (qui représente principalement les autochtones anglophones) boycotte toutefois le scrutin pour protester contre l'absence d'engagement clair vers une indépendance rapide. | L'Union tan (alliance de partis francophones de centre-droit, rétifs à une indépendance trop rapide) remporte la majorité absolue des sièges. George Kalsakau devient Premier ministre. Le Parti national ne reconnaît toutefois pas la légitimité de cette assemblée, et instaure un Gouvernement populaire provisoire. Un accord entre les différentes parties pour éviter une crise aboutit à la tenue de nouvelles élections en 1979.                                        |
| 30 novembre | Afrique du Sud     | Législatives | C'est la période de l'apartheid. Seuls les blancs ont le droit de vote. | Le Parti national (extrême-droite ethno-nationaliste) conserve la majorité absolue des sièges, obtenant une majorité écrasante. John Vorster (Parti national) demeure premier ministre. Le Parti progressiste fédéral (centre-gauche, libéral, anti-apartheid) devient le principal parti d'opposition parlementaire. |

### Décembre
| Date              | Pays       | Élections      | Contexte | Résultats |
| ----------------- | ---------- | -------------- | --- | --- |
| 3 décembre        | Zaïre      | Présidentielle | Le Zaïre à cette date est un État à parti unique. Le président sortant est le seul candidat ; les citoyens sont appelés à voter pour ou contre sa candidature. | Mobutu Sese Seko (Mouvement populaire de la Révolution : parti du pouvoir personnel du président) est réélu avec 98,2 % de suffrages favorables.                                                                               |
| 1er au 4 décembre | Mozambique | Législatives   | Premières élections après l'indépendance de cette ancienne colonie portugaise. Le Mozambique à cette date est un État à parti unique. L'élection se déroule au suffrage indirect : Les citoyens élisent les conseils locaux et municipaux, qui élisent les assemblées de district, qui élisent les assemblées provinciales, qui élisent l'Assemblée populaire (nationale). | La liste unique de candidats présentée par le Front de libération du Mozambique (marxiste-léniniste) est approuvée par les assemblées provinciales ; le parti obtient automatiquement tous les sièges à l'Assemblée populaire. |
| 10 décembre       | Australie  | Législatives   | | La Coalition des partis de centre-droit conserve la majorité absolue des sièges dans les deux chambres. Malcolm Fraser (Parti libéral : centre-droit) demeure Premier ministre.                                                |